# Бенсон, Артур Кристофер
Арту́р Кри́стофер Бе́нсон (англ. Arthur Christopher Benson; 24 апреля 1862 — 17 июля 1925) — английский эссеист, поэт, прозаик и академик, 28-й магистр Колледжа Магдалины в Кембридже. Известен тем, что написал слова песни «Земля надежды и славы».

## Молодость и семья
Бенсон родился 24 апреля 1862 года в Веллингтон-колледже, Беркшир. Был одним из шести детей Эдварда Уайта Бенсона (1829—1896; архиепископ Кентерберийский в 1882—96 годах, первый директор колледжа) и его жены Мэри Сиджвик Бенсон, сестры философа Генри Сиджвика.
Бенсон родился в литературной семье; среди его братьев были Эдвард Фредерик Бенсон, которого больше всего помнят по его романам «Мэпп и „Люсия“», и Роберт Хью Бенсон, священник англиканской церкви до обращения в католицизм, написавший много популярных романов. Их сестра Маргарет Бенсон была художницей, писателем и египтологом-любителем.
Семья Бенсонов была исключительно успешной, но их история была несколько трагичной: сын и дочь умерли молодыми; а вторая дочь, как и сам Артур, страдала психическим заболеванием, которое, возможно, было биполярным расстройством или маниакально-депрессивным психозом, которое они унаследовали от своего отца. Ни один из детей не был женат. Несмотря на болезнь, Артур был выдающимся ученым и плодовитым писателем.
С 10 лет и до 21 года он жил сначала в Линкольне, где его отец был канцлером Линкольнского собора, а затем в Труро, где его отец был первым епископом Труро. Он сохранил любовь к церковной музыке и церемониям.
В 1874 году он выиграл стипендию от Итонской школы Temple Grove, подготовительной школы в Восточном Шине. В 1881 году поступил в Королевский колледж в Кембридже, где он был стипендиатом (в Королевском колледже были закрытые стипендии, на которые имели право только итонцы) и в 1884 году получил награду первого класса в классическом трипо.

## Карьера
С 1885 по 1903 год преподавал в Итоне, но вернулся в Кембридж в 1904 году в качестве научного сотрудника Колледжа Магдалины, чтобы читать лекции по английской литературе. Он стал президентом колледжа (заместителем магистра) в 1912 году и был магистром Магдалины (главой колледжа) с декабря 1915 года до своей смерти в 1925 году. С 1906 года он был губернатором школы Грешема.
Современное развитие Магдалины было сформировано Бенсоном. Он был щедрым спонсором колледжа, оказав значительное влияние на современный внешний вид территории колледжа. В 1930 году был построен Бенсон-Корт, названный в его честь.
Он сотрудничал с лордом Эшером в редактировании переписки королевы Виктории (1907). Его стихи и тома эссе, такие как « Из окна колледжа» и «Аптонские письма», были известны в то время; и он оставил один из самых длинных дневников, когда-либо написанных: около четырех миллионов слов. Выдержки из дневников печатаются в Edwardian Excursions. Из дневников А. К. Бенсона, 1898—1904, изд. Дэвид Ньюсом, Лондон: Джон Мюррей, 1981. Его литературная критика Данте Габриэля Россетти, Эдварда Фицджеральда, Уолтера Патера и Джона Раскина входит в число его лучших работ.
Он написал текст к «Оде коронации» на музыку Эдуарда Элгара к коронации короля Эдуарда VII в 1902 году, финалом которой является одна из самых известных патриотических песен Британии «Земля надежды и славы».
Как и его братья Эдвард Фредерик (EF) и Роберт Хью (RH), A.К. Бенсон получил известность как автор историй о привидениях. Большая часть опубликованных им рассказов о привидениях в двух томах «Холм неприятностей и другие истории» (1903) и «Острова заката» (1904) были написаны для его учеников как моральные аллегории. После смерти Артура, Фред Бенсон нашел коллекцию неопубликованных историй о привидениях. Он включил два из них в книгу «Бэзил Нетерби» (1927); заглавный рассказ был переименован в «Дом в Треххиле», а том был завершен длинным «Самым предельным фартингом»; судьба остальных рассказов неизвестна. «Пол Менестрель и другие рассказы» (1911; переиздание 1977) повторяет содержание книг «Холм неприятностей и другие истории» и «Острова заката». Девять историй о привидениях Артура включены в сборник Дэвида Стюарта Дэвиса (редактор), Храм смерти: Истории о призраках А. К. и Р. Х. Бенсона (Вордсворт, 2007), вместе с семью рассказами его брата Р. Х. Бенсона, в другой сборник, «Призраки в доме», вошли девять рассказов Артура и десять Роберта (Ash-Tree, 1996); содержание обоих сборников похоже, но не идентично.

## Взгляды
В «Школьном учителе» Бенсон резюмировал свои взгляды на образование, основанные на его 18-летнем опыте работы в Итоне. Он критиковал тенденцию, которая, как он писал, была преобладающей в английских государственных школах того времени, «делать мальчиков хорошими и здоровыми» в ущерб их интеллектуальному развитию.
Член Королевского литературного общества, он основал в 1916 году медаль Бенсона, которая присуждалась «за выдающиеся произведения в поэзии, истории и художественной литературе».

## Смерть
Умер в Ложе Мастера в Магдалине и был похоронен на кладбище Святого Джайлса в Кембридже. На том же кладбище похоронен и его двоюродный брат Джеймс Бетьюн-Бейкер.

## Прием критиков
Критик ужасов Р. С. Хаджи включил «Бэзила Нетерби» Бенсона в свой список «несправедливо забытых» книг ужасов.

## Работы
- Men of Might: Studies of Great Characters (with H. F. W. Tatham, 1892).
- Le Cahier Jaune: Poems (1892).
- Poems (1893).
- Genealogy of the Family of Benson of Banger House and Northwoods, in the Parish of Ripon and Chapelry of Pateley Bridge (1894).
- Lyrics (1895).
- Lord Vyet & Other Poems (1898).
- Ode in Memory of the Rt. Honble. William Ewart Gladstone (1898).
- Thomas Gray (1895).
- Essays (1896).
- Fasti Etonenses: A Biographical History of Eton (1899)
- The Professor: and Other Poems (1900).
- The Schoolmaster (1902).
- The Upton Letters (1905).
- Monnow: An Ode (1906).
- The Hill of Trouble and Other Stories (1903).
- The Isles of Sunset (1904).
- Peace: and Other Poems (1905).
- The Gate of Death: A Diary (1906).
- From a College Window (1906).
- Rossetti (1906).
- Walter Pater (1906).
- The Thread of Gold (1907)
- Memoirs of Arthur Hamilton (1907).
- The House of Quiet: An Autobiography (1907).
- The Altar Fire (1907).
- The Letters of One, a Study in Limitations (1907).
- Beside Still Waters (1908).
- At Large (1908).
- Tennyson (1908).
- Until the Evening (1909).
- The Poems of A. C. Benson (1909).
- The Child of the Dawn (1911).
- Paul the Minstrel and Other Stories (1911).
- The Leaves of the Tree: Studies in Biography (1911).
- Ruskin: A Study in Personality (1911).
- The Letters of Queen Victoria (1907).
- Thy Rod and Thy Staff (1912).
- The Beauty of Life: Being Selections from the Writings of Arthur Christopher Benson (1912).
- Joyous Gard (1913).
- The Silent Isle (1913).
- Along the Road (1913).
- Where No Fear Was: A Book About Fear (1914).
- The Orchard Pavilion (1914).
- Escape and Other Essays (1916).
- Meanwhile; A Packet of War Letters (1916).
- Father Payne (1917).
- Life and Letters of Maggie Benson (1920).
- Watersprings (1920).
- Hugh: Memoirs of a Brother (1920).
- The Reed of Pan; English Renderings of Greek Epigrams and Lyrics (1922).
- Magdalene College, Cambridge: A Little View of Its Buildings and History (1923).
- Selected Poems (1924).
- Chris Gascoyne; An Experiment in Solitude, from the Diaries of John Trevor (1924).
- Everybody’s Book of the Queen’s Dolls' House (1924).
- Memories and Friends (1924).
- Edward Fitzgerald (1925).
- The House of Menerdue (1925).
- Rambles and Reflections (1926).
- Basil Netherby (1926).
- The Diary of Arthur Christopher Benson (1926).

## Обзоры поэзии Бенсона
- «The Poetry of Mr. A. C. Benson» in the Sewanee Review, Volume 14 (Sewanee: University of the South, 1906), 110—111, 405—421[14].
- «Poets All» in The Speaker, Volume 15, 13 February 1897 (London), 196[15].
- «Mr. Benson’s Poems» in The Literary World, Volume 48, 3 November 1893 (London: James Clarke & Co.), 329[16].
- «Selected Poetry of Arthur Christopher Benson» (1862—1925)[17].
- «A Literary Causerie» in The Speaker, Volume 15, 13 March 1897 (London), 299[15].